# رگبه
روستای رُگبه از توابع بخش مرکزی شهرستان شادگان است. این روستا در مختصات جغرافیایی ۴۸ درجه و ۳۳ دقیقه طول شرقی و ۳۰ درجه و ۴۰ دقیقه عرض شمالی، در ۸ کیلومتری شمال غربی شادگان قرار گرفته‌است. رگبه در کنار تالاب بین‌المللی شادگان واقع شده و ارتفاع آن از سطح دریا ۱۵ متر است. روستای رگبه آب و هوای گرم و مرطوب دارد. دو هور معروف الدورق و ابوخضیر، در پیرامون این روستا قرار دارند. دامداری‌های روستای «رگبه» واقع در این شهر که از مهمترین مناطق پرورش گاومیش و تولید فراورده‌های دامی استان خوزستان و ایران به‌شمار می‌رود. رگبه با دو هزار و ۲۰۰ راس گاومیش و ۸۰۰ راس گاو یکی از مناطق مهم پرورش گاومیش و تولید فراورده‌های دامی ایران به حساب می‌آید. این روستا به عنوان یکی از جاذبه‌های گردشگری خوزستان است.
رفت‌وآمد در این روستا و بین روستاهای اطراف همچون رفت‌وآمد در ونیز ایتالیا است. اهالی روستاهای صراخیه و رگبه ساکنان اصلی این تالاب را تشکیل می‌دهند.

## جاذبه گردشگری در رگبه
تالاب بین‌المللی شادگان و پیرامون آن از کانون‌های قدیمی عشایر عرب زبان ایران بوده‌است. در این تالاب انواع ماهیان آب شیرین و شور مانند بنی، شیربد، حمری، شانک و ماهی‌های پرورش و پرندگانی چون فلامینگو، حواصیل، لک‌لک، غاز وحشی و اردک زیست می‌کنند.

## زبان
مردم روستای رُگبه عرب و به زبان عربی سخن می‌گویند.

## آمار و شغل اهالی روستا
براساس نتایج سرشماری سال ۱۳۷۵، روستای رُگبه ۹۷۹ نفر جمعیت داشته‌است که در سال ۱۳۸۵، به ۱۵۰۰ نفر رسیده‌است. بیشتر درآمد مردم این روستا از طریق فعالیت‌های زراعی، دامداری و ماهیگیری تأمین می‌شود.
نخلستان‌های گسترده با چشم‌اندازهای زیبا نشانگر تلاش مردم روستا است. محصولات زراعی و باغی این روستا شامل خرما، گندم، جو، سبزیجات، کاهو، بامیه و صیفی‌جاتی از قبیل هندوانه و خربزه می‌باشد.

## صنایع دستی
تولید صنایع دستی از قبیل بافت تور ماهیگیری، حصیر، جاجیم، زنبیل و سفرة حصیری در روستا رواج دارد.
روستای دشتی رُگبه، در حاشیة بخشی از تالاب بین‌المللی شادگان استقرار یافته‌است. از مهم‌ترین تولیدات صنایع دستی رُگبه می‌توان به حصیر بافته شده از نی‌های سواحل هورها، زنبیل، سفره، جاجیم و گلیم اشاره کرد. بافت تور ماهیگیری نیز از دیگر تولیدات صنایع دستی روستای رُگبه‌است.
صنایع دستی، خرما، ماهی و محصولات لبنی روستا عمده‌ترین سوغاتی‌های این روستاست.

## بازی‌ها، آداب و رسوم
بازی‌ها و ورزش‌های محلی رایج در روستای رُگبه عبارتند از: امحیه، غمیضه، ام‌احجیم، اچعاب، امحیبس، سوارکاری، شنا و شکار. از جمله ویژگی‌های فرهنگی مردم روستای رُگبه می‌توان به برگزاری مراسم عید فطر و غدیر و همچنین عزاداری‌های ماه محرم و صفر، با آیین‌ها و رسوم ویژه اشاره کرد. موسیقی در میان مردم این روستا جایگاه خاص دارد. از جمله مهم‌ترین گوشه‌های مقامی موسیقی که توسط نوازندگان محلی روستا نواخته می‌شود می‌توان به گوشه‌های ابوذیه، علوانیه، دارمی، موال و احلیوی اشاره کرد.

## پوشاک
پوشاک غالب مردم روستای رُگبه، لباس محلی است. لباس محلی زنان روستا شامل چادر عبا، ثوب (توری بلند که روی لباس خود می‌پوشند)، زیرجامه و شیله (نوعی مقنعه) می‌باشد. مردان نیز از دشداشه (پیراهن سفید و گشاد و بلند)، چفیه و اعگال (نوعی عرق‌چین) استفاده می‌کنند.